# Nombre premier de Wall-Sun-Sun
En mathématiques, un nombre premier de Wall-Sun-Sun est un nombre premier p tel que
où F(n) est le n-ième nombre de Fibonacci et où {\displaystyle \left({\tfrac {a}{b}}\right)} est le symbole de Legendre de a et b.
On ignore s'il existe de tels nombres. Ils sont ainsi nommés en l'honneur des mathématiciens D. D. Wall, Zhi Hong Sun et Zhi Wei Sun. 

## Histoire
Dans une étude de la période de Pisano {\displaystyle k(p)} pubiée en 1960, Donald Dines Wall détermina qu'il n'existe aucun nombre premier de Wall-Sun-Sun inférieur à 10 000 :
« The most perplexing problem we have met in this study concerns the hypothesis {\displaystyle k(p^{2})\neq k(p)}.  We have run a test on digital computer which shows that {\displaystyle k(p^{2})\neq k(p)} for all {\displaystyle p} up to {\displaystyle 10000}; however, we cannot prove that {\displaystyle k(p^{2})=k(p)} is impossible.  The question is closely related to another one, "can a number {\displaystyle x} have the same order mod {\displaystyle p} and mod {\displaystyle p^{2}}?", for which rare cases give an affirmative answer (e.g., {\displaystyle x=3,p=11}; {\displaystyle x=2,p=1093}); hence, one might conjecture that equality may hold for some exceptional {\displaystyle p}. »
« Le problème le plus déroutant que nous ayons rencontré dans cette étude concerne l'hypothèse {\displaystyle k(p^{2})\neq k(p)}. Nous avons effectué un test sur ordinateur numérique qui montre que {\displaystyle k(p^{2})\neq k(p)} pour tout {\displaystyle p} jusqu'à {\displaystyle 10000} ; cependant, nous ne pouvons pas prouver que {\displaystyle k(p^{2})=k(p)} est impossible. La question est étroitement liée à une autre, « un nombre {\displaystyle x} peut-il avoir le même ordre mod {\displaystyle p} et mod {\displaystyle p^{2}} ? », pour laquelle de rares cas donnent une réponse affirmative (par exemple, {\displaystyle x=3,p=11} ; {\displaystyle x=2,p=1093}) ; par conséquent, on pourrait conjecturer que l’égalité peut être vraie pour certains {\displaystyle p} exceptionnels. »
Il a depuis été conjecturé qu'il existe une infinité de nombres premiers de Wall-Sun-Sun,.
En 1992, Z. H. Sun et Z. W. Sun  ont montré que, si le premier cas du dernier théorème de Fermat était faux pour un certain nombre premier p, alors p serait un nombre premier de Wall-Sun-Sun. Par conséquent, avant la démonstration par Andrew Wiles du dernier théorème de Fermat, on rechercha des nombres premiers de Wall-Sun-Sun dans l'espoir d'en trouver un qui soit même un contre-exemple à cette conjecture centenaire.
Il a depuis été démontré qu'il n'existe aucun nombre premier de Wall-Sun-Sun inférieur à des valeurs de plus en plus grandes :
| Date         | Borne inférieure        | Référence                               |
| ------------ | ----------------------- | --------------------------------------- |
| 1960         | 104                     | Donald Dines Wall                       |
| 2003         | 1014                    | [ 5 ]                                   |
| 2007         | 2 × 1014                | Richard J. McIntosh et Eric L. Roettger |
| 2010         | 9,7 × 1014              | Dorais and Klyve                        |
| octobre 2012 | 1,5 × 1016              |                                         |
| mars 2014    | 2,8 × 1016              | [ 8 ]                                   |
| 2022         | 264 (environ 18 × 1018) | [ 9 ]                                   |

En décembre 2011, le projet PrimeGrid lança une nouvelle recherche, mais elle fut suspendue en mai 2017. En novembre 2020, PrimeGrid démarra un autre projet pour rechercher simultanément des nombres premiers de Wieferich et de Wall-Sun-Sun. Le projet s'acheva en décembre 2022 en ayant prouvé qu'aucun nombre premier de Wall-Sun-Sun n'est inférieur à 264 (environ 18 × 1018),.